# 1924 في الجزائر
الأحداث من عام  1924 في الجزائر.

## المواليد
- 24 فبراير – مختار عريبي – لاعب كرة قدم جزائري .[1] أحد مؤسسي فريق جبهة التحرير الوطني لكرة القدم تحت مظلة جبهة التحرير الوطني الجزائرية
- 3 نوفمبر – محمد بلوزداد – مناضل في صفوف حزب الشعب الجزائري بخلية بلكور ومسؤول المنظمة الخاصة.
- أكتوبر محمد الشريف مساعدية – مناضل سابق في حزب جبهة التحرير الوطني ورئيس سابق لمجلس الأمة. يعتبر مساعدية واحدا من الشخصيات التي كانت مؤثرة جدّا في الحزب جبهة التحرير الوطني والدولة الجزائرية.